# ناصر أباد (محمد أباد كرمان)
ناصر أباد (بالفارسية: ناصرآباد) هي منطقة سكنية تقع في إيران في Mohammadabad Rural District. يقدر عدد سكانها بـ 0 نسمة بحسب إحصاء 2016.